# Ануй
Це стаття про річку. Про французького драматурга див. Жан Ануй
Ану́й (рос. Ануй) — річка у Росії, ліва притока Обі, тече в Республіці Алтай і Алтайському краї у серед хребтів і в північних передгір'ях Алтайських гір (південно-східний Сибір).

## Фізіографія
Ануй починається на висоті приблизно 1220 м над рівнем моря на північному схилі гори Кабак (1669 м) на південному краї однойменного Ануйського хребта в північній частині Алтайських гір на території Республіки Алтай. Село Верх-Ануй, найближчий до витоку населений пункт, розташовано приблизно в кілометрі нижче по течії. Від витоку річка тече у переважно північно-західному напрямку по вузькій долині, яка відокремлює Ануйський хребет від паралельного йому Бащелакського. Приблизно через 40 км від витоку, дещо нижче розташованого над Ануєм села Чорний Ануй річка покидає територію Республіки Алтай і потрапляє до Алтайського краю.
Біля села Антоньєвське, на висоті близько 250 м над рівнем моря Ануй покидає гори і виходить на предалтайську полонину. Тут його русло повертає спочатку на північ, а потім, після села Ніколаєвка — на захід. На рівнині його течія уповільнюється, русло починає петляти. Ануй тече у західному напрямку близько 60 км по горбкуватій степовій місцевості між Коливанським та Ануйським увалами приблизно паралельно руслу Обі за 20 км від нього, але у зворотному напрямку. Коливанський увал — пасмо невисоких горбів висотою під 100 м над рівнем долини — обмежує долину Ануя зліва, відокремлюючи її від долин Обі та Чаришу; справа Ануйський увал розділяє басейні Ануя і сусідньої річки Піщаної.
Біля села Ануйське русло Ануя робить різкий заворот на північ і впадає в Об біля села Усть-Ануйське, лише за 20 км нижче за течією від її утворення при злитті Бії і Катуні.
Притоки Ануя численні, але короткі, позаяк річка увесь час тече серед гірських пасом і її басейн має вигляд витягнутої смуги. Найдовша з його приток — Камишинка — зливається з ним у низов'ях приблизно за 20 км до гирла. Інші притоки: Шепета, Чорновий Ануй, Слюдянка, Кудріха (зліва), Карама, Солов'їха (справа).

## Гідрологія
Довжина річки 327 км, площа басейну 6 930 км². Середньорічний стік, виміряний за 10 км від гирла біля села Старотиришкіно у 1936—1987 роках, становить 31,1 м³/с. Багаторічний мінімум стоку спостерігається у лютому (6,9 м³/с), максимум — у квітні (123,1 м³/с). За період спостережень абсолютний мінімум місячного стоку (2,64 м³/с) спостерігався у лютому 1984 року, абсолютний максимум — у квітні 1969 (261 м³/с).
Ануй замерзає у листопаді, скресає у квітні. Живлення снігове і дощове.

## Інфраструктура
Річка несудноплавна.
Ануй тече по території Усть-Канського району Республіки Алтай і Солонешенського, Петропавловського, Бистроістокського і Смоленського районів Алтайського краю; на невеликому відрізку річка утворює кордон між Петропавловським і Усть-Калманським районами Алтайського краю. Долина Ануя, особливо його рівнинна частина, густо населена; хоча крупних міських центрів на його берегах немає, тут багато великих сіл, в тому числі районні центри Солонешне і Петропавловське. Інші значні поселення на Ануї: Верх-Ануй, Білий Ануй, Чорний Ануй, Топольне, Сибірячиха, Березовка, Антоньєвка, Зелений Дол, Ніколаєвка, Паутово, Новопокровка, Верх-Ануйське, Ануйське, Усть-Ануй.
Удовж майже всієї долини Ануя існують автодороги з твердим покриттям, на її рівнинній частині — покращеної якості. Автодороги з'єднують долину Ануя з сусідніми долинами — Усть-Калманкою на нижньому Чариші, Смоленським в низов'ї Піщаної, Усть-Каном у верхів'ях Чаришу.
Низов'я Ануя в передгір'ях Алтаю — зона інтенсивного рільництва.